# Máxima's Wereld
Máxima's Wereld was een televisieserie over het Koninklijk Huis van SBS6, dat op donderdagavond na de late editie van het programma Shownieuws werd uitgezonden. Máxima's Wereld werd door Evert Santegoeds gepresenteerd.
Het programma behandelde verschillende onderwerpen zoals Máxima's gevoel voor mode, haar overstap van burgermeisje naar kroonprinses, haar fans, haar sieraden en haar lichaamstaal. Er werkten verschillende deskundigen aan deze onderwerpen mee en daarnaast werd er wekelijks gekeken naar een staatsbezoek van het Koninklijk Huis. Tot slot kwam er iedere uitzending een hofleverancier aan bod.

## Seizoen 1
Het eerste seizoen ging op woensdag 30 maart 2011 van start. De aanleiding voor het programma was dat prinses Máxima dat jaar veertig werd en zich precies 10 jaar ervoor, op 30 maart 2001, verloofde met kroonprins Willem-Alexander. In de eerste aflevering werd onder andere stilgestaan bij de aankondiging van de verloving door koningin Beatrix, in 2001. De eerste aflevering trok 580.000 kijkers.

## Seizoen 2
Het tweede seizoen startt donderdag 5 januari 2012 en was wekelijks te zien na de late editie van Shownieuws. De aanleiding voor de tweede serie was het tienjarige huwelijk van Máxima en Willem-Alexander, zij trouwden op 2 februari 2002.
aflevering 1
Laurens Spanjersberg wordt geportretteerd. Hij werkte vier jaar als butler voor het Koninklijk Huis en hij ontmoette ook Máxima. Verder in deze uitzending analyseert lichaamstaaldeskundige Frank van Marwijk de lichaamshouding, gebaren en mimiek van prinses Máxima.
aflevering 2
Modejournaliste Michou Basu bespreekt het modegevoel van Máxima. Ze gaat in op de vraag of de prinses een stijlicoon is en bespreekt waar Máxima zelf graag winkelt. Els Smit, juwelendeskundige en medewerkster van het blad Vorsten vertelt over de Oranjegeschiedenis van de diademen en broches die Máxima regelmatig draagt. Bloemist Johan Weisz blikt terug op de bloemstukken die hij samen met Máxima ontwierp voor het huwelijk in de Beurs van Berlage en de Nieuwe Kerk.
aflevering 3
De Belgische modeontwerper Edouard Vermeulen komt aan bod, hij vertelt welke jurken Máxima heeft gedragen. Daarnaast wordt er stilgestaan bij de muziekprojecten die Máxima deze week bezoekt en er wordt gekeken naar de artiesten die zij zelf mogelijk leuk vindt, onder andere Anouk en Jan Smit.
aflevering 4
De Belgische hoedenontwerpster Fabienne Delvigne vertelt vanuit haar atelier in Brussel over de hoeden die zij ontwerpt voor Máxima. De programmamakers besteden verder aandacht aan de momenten waarop Máxima de harten van de Nederlanders heeft gestolen. De kijker ziet onder andere hoe Máxima zich inzet als vrijwilligster en hoe Máxima traantjes wegpinkt op de eerste schooldag van prinses Alexia. Verder in deze aflevering een portret van de zestienjarige Iris Schut, zij volgt Máxima al tien jaar op de voet sinds haar huwelijk.
aflevering 5
Deze aflevering werd op de huwelijksdag van Máxima en Willem-Alexander uitgezonden. De makers interviewen Leslie Haasewinkel. Zij vertelt over de bruidsschoenen die zij voor Máxima heeft ontworpen en er wordt stil gestaan bij de mooiste momenten van Máxima en Willem-Alexander samen van de afgelopen tien jaar, welke ontroerende en fantastische momenten ze samen hebben beleefd. Daarnaast zetten de makers ditjes en datjes op een rij die niet zo bekend zijn over Máxima, van haar favoriete onbetaalbare zonnebrillen tot het carpoolen met andere moeders.
aflevering 6
Evert presenteert deze laatste aflevering vanuit het Paleis Soestdijk, dat voor veel mensen het centrum van de Nederlandse monarchie is gebleven. De dag voor deze laatste uitzending ontvangt Máxima de Machiavelliprijs, in een reportage kijken de makers nog eens nauwkeurig hoe Máxima deze prijs heeft verdiend. Verder bespreekt journalist en columnist Philip Dröge wanneer Beatrix mogelijk zou kunnen aftreden. De makers staan stil bij het feit dat de hofauto van Willem-Alexander die week in de binnenstad van Leeuwarden werd gesignaleerd op de route naar de Vereniging Friesche Elfsteden, dit vanwege een mogelijk op handen zijnde Elfstedentocht.

### Kijkcijfers
kijkcijfers van het seizoen 2012, bron: Stichting KijkOnderzoek
| kijkcijfers tweede seizoen van Maxima's Wereld | kijkcijfers tweede seizoen van Maxima's Wereld | kijkcijfers tweede seizoen van Maxima's Wereld |
| uitzenddatum                                   | kijkers, absolute aantal en marktaandeel       |                                                |
| ---------------------------------------------- | ---------------------------------------------- | ---------------------------------------------- |
| 5 januari 2012                                 | 493.000 – 10.0                                 |                                                |
| 12 januari 2012                                | 350.000 – 9.3                                  |                                                |
| 19 januari 2012                                | 339.000 – 8.6                                  |                                                |
| 26 januari 2012                                | 426.000 – 11.0                                 |                                                |
| 2 februari 2012                                | 352.000 – 9.0                                  |                                                |